# Município de Fork Mountain-Little Rock Creek
Localização da Carolina do Norte nos E.U.A.
O município de Fork Mountain-Little Rock Creek (em inglês: Fork Mountain-Little Rock Creek Township) é um município localizado no  condado de Mitchell no estado estadounidense da Carolina do Norte. No ano 2010 tinha uma população de 774 habitantes.

## Geografia
O município de Fork Mountain-Little Rock Creek encontra-se localizado nas coordenadas 36° 04′ 13,75″ N, 82° 07′ 50,85″ O.